# Trichonemophas chassoti
Trichonemophas chassoti är en skalbaggsart som beskrevs av Stefan von Breuning 1971. Trichonemophas chassoti ingår i släktet Trichonemophas och familjen långhorningar. Inga underarter finns listade i Catalogue of Life.